# Meningen med livet
 Der er for få eller ingen kildehenvisninger i denne artikel, hvilket er et problem. Du kan hjælpe ved at angive troværdige kilder til de påstande, som fremføres i artiklen.

Spørgsmålet om meningen med livet er blandt andet behandlet af religionsstiftere og filosoffer. 
Et centralt følgespørgsmål er, om der findes et liv efter dette liv. De, som tror på et sådant liv regner ofte med, at dette liv har afgørende betydning for det næste.
Grundlæggende består livet i, at undgå at holde op med at fungere på fysisk plan eller det vi i daglig tale mere subjektivt kalder at dø. Det sker blandt andet via vidensmæssig forebyggelse, rehabilitering, heling af sår og udveksling af viden mellem organismer. 
Afkom kan også betragtes som en forlængelse af organismen selv.[kilde mangler]
Nogle af de begreber som plejer at dukke op i svaret, er kærlighed, efterkommere, nydelse og at leve i nuet. Eksistentialisterne mener, at vi selv må skabe en mening med livet, og at man er, hvad man gør og hvad man lader være med at gøre.
En teori om meningen med livet kan være, at meningen vil opstå og uddø med intelligente væsner som mennesker. For i universet findes meningen ikke, men med en så veludviklet hjerne som mennesket besidder, vil man søge ud over de instinktive mål i livet såsom at overleve, producere afkom osv. Mange religioner sætter mennesket under noget større, men egentlig kan det være at intelligente væsner som mennesker er det største. At mennesket skal dømme sig selv. Men det ligger ikke til menneskets natur. Det kan være, at andre intelligente væsner i universet finder meningen på en anden måde, men mennesket har en tendens til at vende tilbage til religion. Mest i svære situationer. Virkeligheden kan være svær at forstå for mennesket fordi den virker meningsløs. Derfor skaber mennesket en mening med livet. Denne mening vil også uddø med mennesket.
Indenfor Islam er meningen med livet kun at tilbede Allah. "Jeg har kun skabt djinner og mennesker, for at de skal tjene Mig (Allah)" [Quran: 51:56]
Indenfor kunst, musik og litteratur er de evige spørgsmål om liv, død og kærlighed stadigt nærværende. Et af Paul Gauguins måske mest berømte malerier bærer titlen Hvor kommer vi fra? Hvem er vi? Hvor går vi hen?.
Et af mange forslag er, at meningen med livet er lykke, og at en person som på et tidspunkt i sit liv, frem for alt hen mod slutningen, ærligt kan sige "jeg er tilfreds med mit liv" også er et lykkeligt menneske.

## Systematik

### 19. århundredes filosofi
Utilitarisme " ... godt (nok) at være lykkelig."
Nihilisme " ... der findes ingen mening."
Pragmatisme " ... meningen er det, som får dig til at værdsætte livet."

### 20. århundredes filosofi
Eksistentialisme " ... du skaber selv meningen med livet."
OBS: Hvis der var en mening, kunne alle alligevel ikke gå ind for den!

## Biologisk forklaring
Et syn på det biologiske formål med enhver levende organisme, inklusiv mennesket, er, at livets mening er at forplante sig samt at overleve. Hvis man graver et spadestik dybere, må man spørge, hvad det er, der motiverer det enkelte individ til at slide så hårdt for sine børn? Hos nogle arter ofrer hver generation sit eget liv for at give den næste generation bedre muligheder. Evolutionsteorien tager denne opførsel for givet, men hvorfor er det egentlig sådan? Hvorfor går forældre til ekstremer for at hjælpe børnene i stedet for bare at nyde deres eget liv? De vinder tilsyneladende ikke noget ved det.
Svaret kommer fra termodynamikken. Termodynamikkens anden lov siger, at entropien altid er stigende, og alle systemer altid vil gå imod større uorden. Levende væsener og deres miljø er også underlagt denne lov og vil derfor også gå imod større uorden.
Teorien om positiv DeltaS ({\displaystyle \Delta S}) kæder evolutionsteorien sammen med termodynamikkens anden lov. Ud fra teorien om positiv deltaS handler det for den enkelte levende skabning om, at finde den bedst mulige måde at lave mest muligt entropi. Den biologiske mening med livet er mangfoldighed. Mekanismen bag teorien om positiv deltaS er, at generne er udviklet til at lave de bedst mulige enzymer, som er de nanomaskiner, der driver alt liv. Enzymerne er katalysatorer, der virker ved at øge entropien. De får alt liv til at prøve på at øge entropien.
I biologien laver man mest entropi ved at få børn, der også laver entropi. Der er en sammenhæng mellem, hvordan et individ og dets afkom klarer sig og hvor meget entropi, de kan lave. Sagt på en anden måde: De bedste forbrugere klarer sig bedst. Entropi er drivkraften bag teorien om evolution ved naturlig selektion. Denne sammenhæng kan forklare en række mærkelige biologiske fænomener som altruistisk adfærd, konkurrence mellem individer af samme art og leg på tilfredsstillende vis. Specielt leg har ellers været utroligt svært at forklare ud fra andre biologiske teorier.
På makrobiologisk plan passer teorien om positiv deltaS med de levende organismers opførsel. Enhver økologisk niche vil blive udfyldt af et biologisk væsen, som udnytter nichen til at øge entropien. Ingen ost eller anden form for mad får lov til at ligge i særlig lang tid, før der kommer nogen og spiser den og omdanner den til høj entropi.
Mennesket er underlagt denne teori ligesom alt andet levende. 
En ofte anvendt kritik af biologiske forklaringer på meningen med livet er, at selvom biologien ganske vist sætter en retning for livets udfoldelse – fx via teorien om positiv DeltaS – så er biologiens retningsbestemmelse blind. Det er naturlovene, der driver biologien – og naturlovene driver også så meget andet, som vi ikke ville tilskrive mening af den grund. Det er en naturlov, at stenen falder til jorden, når jeg slipper den fra en højde, men at stenen følger naturloven, og dermed falder ned, vil vi ikke sige er stenens mening med tilværelsen. Det er bare noget, den gør. Det samme kan gøre sig gældende for opfattelsen af livet i den biologiske forklaring: Der er ingen mening i det faktum, at livet er udstukket en retning via biologien. Det er bare dét, der har vist sig at være tilfældet givet de gældende naturlove.

## Religiøse forklaringer
De fleste af verdens religioner kommer også med et bud på hvad meningen med livet er.
I kristendommen fortolker mange kærligheden som dét, der giver livet mening. Det dobbelte kærlighedsbud finder man i Matthæusevangeliet kap. 22,34-46, hvor Jesus svarer en farisæer: "Du skal elske Herren din Gud af hele dit hjerte og af hele din sjæl og af hele dit sind. Det er det største og det første bud. Men der er et andet, der står lige med det: Du skal elske din næste som dig selv. På det bud hviler hele loven og profeterne."
Religiøse forklaringer betoner menneskets religiøse kontekst i tilværelsen som meningsgiver til livet – uafhængigt af, om man er religiøs eller ikke. Mange skelner her mellem menneskets subjektive oplevelse af mening i tilværelsen, og om hvorvidt livet rent faktisk har en mening, helt uafhængigt af personlige opfattelser. Religioner kan være med til at tilskrive menneskelivet objektiv mening og værdi, fordi religionen placerer mennesket i en større kontekst, hvor mennesket har en fast plads og rolle.

## I litteraturen
Ifølge Douglas Adams er det også væsentligt at spørge ind til såvel universet og i det hele taget alting. Og svaret er 42.